# Nodaria melaleuca
Nodaria melaleuca là một loài bướm đêm trong họ Noctuidae.